# Rezerwat przyrody Strabla
Rezerwat przyrody Strabla – faunistyczny rezerwat przyrody położony na terenie gminy Wyszki w powiecie bielskim (województwo podlaskie).

## Powołanie
Obszar chroniony został utworzony 8 marca 2023 r. na podstawie Zarządzenia Regionalnego Dyrektora Ochrony Środowiska w Białymstoku z dnia 15 lutego 2023 r. w sprawie uznania za rezerwat przyrody „Strabla” (Dz. Urz. Woj. Podl. z 2023 r., poz. 991) jako pierwszy rezerwat powiatu bielskiego. Propozycje zabezpieczenia przyrodniczego tego terenu pojawiały się już pod koniec lat 90. XX wieku, kiedy to zaprojektowano rezerwat „Węglarka”. W 2022 na tym obszarze przeprowadzono badania Identyfikacja i ochrona kluczowych dla fauny lasów w Obszarze Chronionego Krajobrazu „Dolina Narwi” w ramach programu realizowanego przez Komitet Ochrony Orłów. Jest to pierwszy rezerwat powołany przez RDOŚ w Białymstoku w całej jego historii.

## Położenie
Rezerwat ma 92,12 ha powierzchni. Obszar chroniony leży w bliskim sąsiedztwie wsi Strabla i rzeki Narew, w obszarze podlegającym pod nadleśnictwo Bielsk. Znajduje się w całości w obrębie Obszaru Chronionego Krajobrazu Dolina Narwi i obszaru specjalnej ochrony ptaków Natura 2000 Dolina Górnej Narwi PLB200007.

## Charakterystyka
Celem ochrony w rezerwacie przyrody jest „zachowanie kluczowego w skali Doliny Narwi, obszaru lęgów i bytowania rzadkich gatunków drapieżnych ptaków i występujących tam ssaków”. Typ rezerwatu ze względu na dominujący przedmiot ochrony został określony jako faunistyczny, a podtyp – jako ptaków. Natomiast ze względu na główny typ ekosystemu typ określono go jako leśny i borowy, a podtyp – jako podtyp lasów mieszanych nizinnych. Drzewostan obejmuje ols z domieszką świerka, zawiera duże pokłady martwego drewna, fragmenty szuwaru i turzycowisk. Wśród występujących tu zwierząt wyróżniają się orły, sowy i wilki.
Według stanu na marzec 2023 rezerwat nie ma wyznaczonego planu ochrony ani zadań ochronnych.